# Tóth László (labdarúgó, 1938)
Tóth László (1938. március 6. –) válogatott labdarúgó, kapus.

## Pályafutása

### Klubcsapatban
1959 és 1968 között a Győri Vasas ETO labdarúgója volt. Tagja volt az 1963-as őszi idényben bajnok, az 1965 és 1967 között sorozatban háromszor magyar kupagyőztes csapatnak. 1969-ben a Győri MÁV-DAC-hoz igazolt. 1975-ben vonult vissza.

### A válogatottban
1964-ben 3 alkalommal szerepelt a válogatottban. Egyszeres 1-válogatott (1964), egyszeres egyéb válogatott (1964).

## Sikerei, díjai

### Játékosként
- Magyar bajnokság
  - bajnok: 1963-ősz
  - 3.: 1967
- Magyar kupa (MNK)
  - győztes: 1965, 1966, 1967
  - döntős: 1964
- Bajnokcsapatok Európa-kupája (BEK)
  - elődöntős: 1964–65
- Kupagyőztesek Európa-kupája (KEK)
  - negyeddöntős: 1966–67

## Statisztika

### Mérkőzései a válogatottban
| Magyarország | Magyarország      | Magyarország           | Magyarország | Magyarország | Magyarország  | Magyarország | Magyarország | Magyarország |
| #            | Dátum             | Helyszín               | Hazai        | Eredmény     | Vendég        | Kiírás       | Gólok        | Esemény      |
| ------------ | ----------------- | ---------------------- | ------------ | ------------ | ------------- | ------------ | ------------ | ------------ |
| 1.           | 1964. október 4.  | Bern, Wankdorf-stadion | Svájc        | 0 – 2        | Magyarország  | barátságos   | -            |              |
| 2.           | 1964. október 11. | Budapest, Népstadion   | Magyarország | 2 – 2        | Csehszlovákia | barátságos   | -            | 70'          |
| 3.           | 1964. október 25. | Budapest, Népstadion   | Magyarország | 2 – 1        | Jugoszlávia   | barátságos   | -            | 46'          |
|              | Összesen          |                        |              | 3            | mérkőzés      |              | 0            | gól          |